# Димитър Фтичев
Димитър Лазаров Фтичев е български военен деец, полковник, участник в Балканската (1912 – 1913), Междусъюзническата (1913) и Първата световна война (1915 – 1918), през която командва 3-ти конен полк (1918 – 1920).

## Биография
Димитър Фтичев е роден на 9 януари 1872 г. в Габрово. През 1892 г. завършва Военно на Негово Княжеско Височество училище в 14-и випуск, на 1 август е произведен в чин подпоручик и зачислен към 1-ви конен полк. На 2 август 1895 е произведен в чин поручик, а през 1901 в чин ротмистър. От 1909 година ротмистър Фтичев командва 1-ви от 5-и конен полк. От 1909 година служи в Школата за запасни подпоручици, след което през 1911 година поема командването на ескадрон от 1-ви конен полк, с който взема участие в Балканската (1912 – 1913) и Междусъюзническата война (1913). По време на Балканската война, на 18 май 1913 г. е произведен в чин майор.

## Първа световна война (1915 – 1918)
В началото на Първата световна война (1915 – 1918) майор Фтичев командва дивизион от Лейбгвардейския конен полк (1915), с който взема участие на Добруджанския фронт през 1916 година, като на 30 май е произведен в чин подполковник. На 16 януари 1918 е назначен за командир на 3-ти конен полк с който взема участие във войната и на която длъжност е до 10 юли. След това служи като началник-щаб на 1-ва конна дивизия. На 30 май 1918 е произведен е в чин полковник. След войната, в периода 1 ноември 1918 – 23 декември 1920 командва полка, веднага след което преминава в запаса.
Димитър Фтичев е автор на редица статии във военните издания на Царство България.

## Военни звания
- Подпоручик (1 август 1892)
- Поручик (2 август 1895)
- Ротмистър (1901)
- Майор (18 май 1913)
- Подполковник (30 май 1916)
- Полковник (30 май 1918)

## Награди
- Военен орден „За храброст“ IV степен 2 клас
- Военен орден „За храброст“ IV степен 1 клас (1917)
- Царски орден „Св. Александър“ IV степен 2 клас с мечове по средата (1918)
- Орден „За заслуга“ на обикновена лента